# Condado de Henry (Alabama)
El condado de Henry es un condado de Alabama, Estados Unidos. Tiene una población estimada, a mediados de 2023, de 17 899 habitantes.
Recibió su nombre en honor a Patrick Henry, un famoso orador público de Virginia.
La sede de condado es Abbeville.

## Geografía
Según la Oficina del Censo de los Estados Unidos, el condado tiene una superficie total de 1472 km², de los cuales 1455 km² corresponden a tierra firme y 17 km² están cubiertos de agua.

### Condados adyacentes
- Condado de Barbour (norte)
- Condado de Clay (Georgia) (noreste)
- Condado de Early (Georgia) (sureste)
- Condado de Houston (sur)
- Condado de Dale (oeste)

## Demografía

### Censo de 2020
Según el censo de 2020, en ese momento la población del condado era de 17 146 habitantes.
| Raza                   | Núm.   | Porc.   |
| ---------------------- | ------ | ------- |
| Blancos                | 11 888 | 69.33%  |
| Afroamericanos         | 4248   | 24.78%  |
| Amerindios             | 50     | 0.29%   |
| Asiáticos              | 73     | 0.43%   |
| Isleños del Pacífico   | 4      | 0.02%   |
| De otras razas         | 201    | 1.17%   |
| De una mezcla de razas | 682    | 3.98%   |
| Total                  | 17 146 | 100.00% |

Del total de la población, el 1.95% eran hispanos o latinos de cualquier raza.

## Localidades

### Ciudades
- Abbeville
- Dothan (parte en el condado de Dale y parte en el condado de Houston)
- Headland

### Pueblos
- Haleburg
- Newville

### Otras localidades
- Shorterville